# Heliamphora nutans
Espèce
Classification phylogénétique
Heliamphora nutans est une espèce de plantes à fleurs de la famille des Sarraceniaceae C'est une plante carnivore originaire des hauts plateaux du Venezuela, hauts plateaux rendus célèbre par Conan Doyle dans son roman Le monde perdu, et aussi du Brésil et du Guyana.

## Origine
On la rencontre dans différents tepuys : mont Roraima, tepuy Ilú, tepuy Tramen, tepuy Kukenan, tepuy Yuruaní. La forme géante est présente entre le mont Roraima et la Sierra do sol.

## Histoire
Cette espèce, découverte en 1839 par les frères Schomburg, et décrite en 1841 par George Bentham est restée pendant près d'un siècle la seule espèce connue du genre Heliamphora.

## Description
Heliamphora nutans peut se traduire par "Heliamphore à fleurs inclinées".
Cette plante carnivore pousse dans des sables gréseux et sur des rochers avec un peu d'humus.
Les ascidies (urnes) d'Heliamphora nutans sont généralement très évasées, atteignant une hauteur comprise entre 10 et 20 cm. La cuillère à nectar est en général bien rouge et de taille moyenne, elle surplombe une feuille dont la coloration est habituellement verte, pouvant être veinée de rouge sur sa partie supérieure si la luminosité est assez forte ; mais elle varie aussi en fonction du tepuy d'origine, certaines formes arborant des couleurs plus proches du jaune, pouvant devenir rouge-orangées. Les fleurs, blanches, sont portées par des hampes de grande taille ; environ 80 cm. Aujourd'hui, elle est très courante malgré sa difficulté.
Il existe une forme géante, considérée comme plus simple en culture, et pouvant atteindre 30 à 35 cm.

## Milieu naturel
Son milieu naturel est le Vénézuela. Elle pousse dans des sables gréseux et vit sous des climats tropicaux.